# Arthur Dale Trendall
Arthur Dale Trendall (28 mars 1909 - 13 novembre 1995) est un historien de l'art et un archéologue néo-zélandais qui a consacré la majeure partie de sa vie à l'étude des cinq ateliers de céramographes de Grande Grèce : Apulie, Lucanie, Campanie, Paestum, Sicile. 
Son travail de classification des individualités artistiques lui a valu un certain nombre de récompenses internationales.
Il a fait ses études à l'Université d'Otago de (1926-1929) et à l'Université de Cambridge de (1931-1933). Trendall était professionnellement associé avec l'Université de Sydney et l'Université nationale australienne.
Depuis sa mort, une partie de ses attributions et de ses datations de peintres sont remises en cause par les spécialistes français et italiens ; à la différence de John D. Beazley, en effet ,  il a travaillé sur des productions d'une extrême diversité à l'échelle locale ou régionale, dont on appréhende progressivement aujourd'hui le rapport aux contextes de réception et les déterminants culturels .  
Son œuvre demeure néanmoins incontournable pour l'étude de la céramique italiote, dont l'enjeu aujourd'hui est d'en faire collectivement la mise à jour.

## Publications

### Publications d'A. D. Trendall, seul
- Paestan Pottery. A Study of the Red-Figured Vases of Paestum, Londres, 1936.
- Frühitaliotische Vasen. Bilder griechischer Vasen 12, Leipzig, 1938.
- Vasi antichi dipinti del Vaticano. Vasi italioti ed etruschi a figure rosse, Cité du Vatican, 1953.
- Phlyax vases, Londres, University of London, Institute of Classical Studies, Bulletin supplements, 19, 1967.
- The Red-figured Vases of Lucania, Campania and Sicily [2 volumes], Oxford, University of London, Institute of Classical Studies, Bulletin supplements, 26, 1967.
- Early South Italian vase-painting, Mainz, 1974.
- Troisième supplément du The Red-figured Vases of Lucania, Campania and Sicily, Londres, University of London, Institute of Classical Studies, Bulletin supplements, 41, 1983.
- The Red-figured Vases of Paestum, Rome, 1987.
- Red figure vases of South Italy and Sicily. A handbook, Londres, Thames and Hudson, 1989.

### Collaborations
- Avec T. B. L. Webster : 
  - Illustrations of Greek drama, Londres, 1971.
- Avec Alexander Cambitoglou (de) :
  - The Red-figured Vases of Apulia, Early and Middle Apulian, Oxford, 1978.
  - The Red-figured Vases of Apulia, Late Apulian, Indexes, Oxford, 1982.
  - Premier supplément au The Red-figured Vases of Apulia, Londres, University of London, Institute of Classical Studies, Bulletin supplements, 42, 1983.
  - Second supplément au The Red-figured Vases of Apulia, 1-3, Londres, University of London, Institute of Classical Studies, Bulletin supplements, 60, 1991-1992.

- Avec Ian McPhee : 
  - « Greek red-figured fish-plates »  in Antike Kunst, Beihefte, 14, Bâle, 1987.
  - Addenda to « Greek Red-figured Fish-plates » In Antike Kunst no 33, 1990, p. 31-51.